# C10H13N5O2
化学式C10H13N5O2（摩尔质量：235.24 g/mol）可能指：
- 6-嘌呤基氨基甲酸叔丁酯，CAS号：309947-88-4
- アドレノクロムモノアミノグアニジン，CAS号：1214-74-0

|  | 这个同类索引页列出了具有相同分子式的化学物（即同分異構體）条目。 除非您是有意链接至本页，否则应将相应条目的内部链接指向正确的条目。 |